# Oreogeton stigmaticus
Oreogeton stigmaticus är en tvåvingeart som beskrevs av Philippi 1865. Oreogeton stigmaticus ingår i släktet Oreogeton och familjen Oreogetonidae. Inga underarter finns listade i Catalogue of Life.